# Taxa empuxo-peso
Taxa empuxo-peso ou Relação empuxo-peso é uma taxa sem dimensão de empuxo para o peso de um foguete espacial, motor a reação, motor de hélice, ou um veículo propelido por tal motor que indica o desempenho do motor ou veículo.
A relação empuxo-peso instantânea de um veículo varia continuamente durante seu funcionamento devido ao consumo progressivo de combustível ou propelente e em alguns casos devido a gravidade. A taxa empuxo-peso é baseada no empuxo inicial e peso oferecido e usado como "figura de mérito" para comparações quantitativas de performance de veículos.

## Cálculo
A taxa empuxo-peso pode ser calculada dividindo o empuxo (em unidades SI, caso de newton (unidade)) pelo peso (em newtons) de motor ou veículo. É uma quantidade sem dimensão. Notar que o empuxo pode também ser medido em libra (força) desde que o peso seja pedido em libra; a divisão desses dois valores ainda darão a taxa empuxo-peso corretas. Para validar uma comparação entre motores e veículos é importante a medição sobre condições controladas.

## Aeronaves
A taxa empuxo-peso e carga alar são os dois parametros mais importantes na determinação de performance de uma aeronave. Por exemplo, a taxa empuxo-peso de uma aeronave de combate é um bom indicador de manobrabilidade da mesma.
A taxa empuxo-peso varia continuamente durante o voo. Empuxo varia com o controle de aceleração, velocidade aérea, altitude e temperatura do ar. O peso varia com queima de combustível e diferentes cargas propostas. Para aeronaves, a taxa empuxo-peso é apontada como o empuxo estático máximo ao nível do mar dividido pelo MTOW.
Em voo de cruzeiro, a taxa empuxo-peso de uma aeronave é o inverso que a taxa de razão de planeio porque o empuxo é o inverso do arrasto, e o peso o inverso de planeio.

## Foguetes

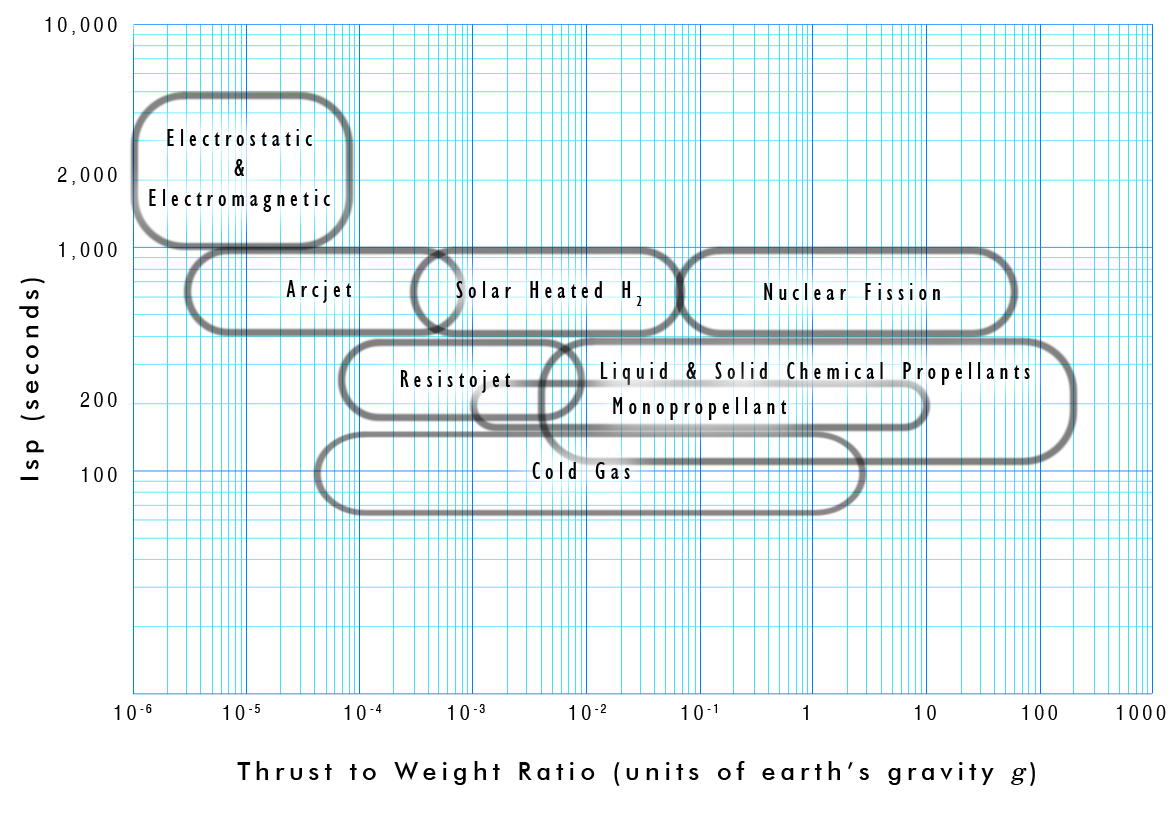
A taxa empuxo-peso de um foguete contra a Isp para diferentes tecnologias de propelentes

A taxa empuxo-peso de um foguete é um indicador de aceleração expresso em múltiplas acelerações g.
Foguetes podem operar em uma ampla gama de envolvimentos gravitacionais, incluindo locais "sem peso". A taxa empuxo-peso é usualmente calculada pelo peso inicial ao nível do mar. e algumas vezes é chamada de "Taxa de empuxo-peso-terrestre".  The thrust-to-Earth-weight ratio of a rocket or rocket-propelled vehicle is an indicator of its acceleration expressed in multiples of earth’s gravitational acceleration, g0.
A taxa empuxo-peso para um foguete varia assim que seu propelente é queimado. Se o empuxo é constante, então a taxa máxima (aceleração máxima de um veículo) é atingida apenas antes do propelente ser totalmente consumido. Cada foguete possuí características de empuxo-peso próprias ou curva de aceleração, não sendo uma qualidade escalar.
Para decolagens em superfícies da terra usando empuxo e não sustentação (aerodinâmica), a taxa empuxo-peso para um veículo inteiro poder ser mais que uma. Em geral, a taxa empuxo-peso é numericamente igual a força G que o veículo pode gerar. A decolagem pode ocorrer quando a força G excede a gravidade local (expressa como múltipla da força G0).

## Exemplos

### Aeronaves
| Veículo       | T/W                                          | Cenário                                                           |
| ------------- | -------------------------------------------- | ----------------------------------------------------------------- |
| B-2 Spirit    | 0.205                                        | Peso máx. de decolagem, força máxima                              |
| Airbus A380   | 0.227                                        | Peso máx. de decolagem, força máxima                              |
| Tu-160        | 0.363                                        | Peso máx. de decolagem, total pós-combustão                       |
| Concorde      | 0.372                                        | Peso máx. de decolagem, total pós-combustão                       |
| B-1 Lancer    | 0.38                                         | Peso máx. de decolagem, total pós-combustão                       |
| BAE Hawk      | 0.65                                         |                                                                   |
| Rafale        | 0.988                                        | Versão M, 100% de combustível, 2 EM A2A mísseis, 2 IR A2A mísseis |
| Su-30MKM      | 1.00                                         | Peso carregado de 56% de combustível interno                      |
| F-15          | 1.04                                         | Carregado                                                         |
| MiG-29        | 1.09                                         | Tanque cheio, 4 AAMs                                              |
| F-22          | > 1.09 (1.26 carregado e 50% de combustível) | Peso máx. de decolagem, queima seca                               |
| F-16          | 1.096                                        |                                                                   |
| Harrier       | 1.1                                          | VTOL                                                              |
| Typhoon       | 1.15                                         | Configuração de interceptador                                     |
| Space Shuttle | 1.5                                          | Decolagem                                                         |
| Space Shuttle | 3                                            | Pico                                                              |

### Caças
| Unidade Internacional                         | F-15K       | F-15C       | MiG-29K     | MiG-29B     | JF-17      | J-10        | F-35A       | F-35B       | F-35C       | F-22        | LCA Mk-1   |
| --------------------------------------------- | ----------- | ----------- | ----------- | ----------- | ---------- | ----------- | ----------- | ----------- | ----------- | ----------- | ---------- |
| Empuxo máximo dos motores (N)                 | 259,420 (2) | 208,622 (2) | 176,514 (2) | 162,805 (2) | 81,402 (1) | 122,580 (1) | 177,484 (1) | 177,484 (1) | 177,484 (1) | 311,376 (2) | 84,000 (1) |
| Peso da aeronave, vazio (kg)                  | 17,010      | 14,379      | 12,723      | 10,900      | 06,586     | 09,250      | 13,290      | 14,515      | 15,785      | 19,673      | 6,560      |
| Peso da aeronave, tanque cheio (kg)           | 23,143      | 20,671      | 17,963      | 14,405      | 08,886     | 13,044      | 21,672      | 20,867      | 24,403      | 27,836      | 9,080      |
| Peso da aeronave, peso máx. de decolagem (kg) | 36,741      | 30,845      | 22,400      | 18,500      | 12,700     | 19,277      | 31,752      | 27,216      | 31,752      | 37,869      | 13,300     |
| Peso total de combustível (kg)                | 06,133      | 06,292      | 05,240      | 03,505      | 02,300     | 03,794      | 08,382      | 06,352      | 08,618      | 08,163      | 02,458     |
| Taxa empuxo peso (tanque cheio)               | 1.14        | 1.03        | 1.00        | 1.15        | 1.09       | 0.96        | 0.84        | 0.87        | 0.74        | 1.14        | 0.98       |

| Especificações / caças                        | F-15K      | F-15C      | MiG-29K    | MiG-29B    | JF-17      | J-10       | F-35A      | F-35B      | F-35C      | F-22       |
| --------------------------------------------- | ---------- | ---------- | ---------- | ---------- | ---------- | ---------- | ---------- | ---------- | ---------- | ---------- |
| Empuxo máximo dos motores (lbf)               | 58,320 (2) | 46,900 (2) | 39,682 (2) | 36,600 (2) | 18,300 (1) | 27,557 (1) | 39,900 (1) | 39,900 (1) | 39,900 (1) | 70,000 (2) |
| Peso da aeronave, vazio (lb)                  | 37,500     | 31,700     | 28,050     | 24,030     | 14,520     | 20,394     | 29,300     | 32,000     | 34,800     | 43,340     |
| Peso da aeronave, tanque cheio (lb)           | 51,023     | 45,574     | 39,602     | 31,757     | 19,650     | 28,760     | 47,780     | 46,003     | 53,800     | 61,340     |
| Peso da aeronave, peso máx. de decolagem (lb) | 81,000     | 68,000     | 49,383     | 40,785     | 28,000     | 42,500     | 70,000     | 60,000     | 70,000     | 83,500     |
| Peso total de combustível (lb)                | 13,523     | 13,874     | 11,552     | 07,727     | 05,130     | 08,366     | 18,480     | 14,003     | 19,000     | 18,000     |
| Taxa empuxo peso (tanque cheio)               | 1.14       | 1.03       | 1.00       | 1.15       | 1.09       | 0.96       | 0.84       | 0.87       | 0.74       | 1.14       |

- Densidade de combustível usada nos cálculos: 0.803 kg/l
- Para a tabela métrica, a taxa empuxo-peso foi calculada dividindo o empuxo pelo produto do peso total de combustível com a aceleração da gravidade.
- Motores do F-15K são Pratt & Whitney.
- O peso vazio do MiG-29K é uma estimativa.
- A taxa de motores do JF-17 são do RD-93.
- O peso vazio e carregado do J-10 são estimativas.
- A taxa de motores do J-10 são do AL-31FN.